# Средња Босна
Средња Босна је централна регија у Босни и Херцеговини. На северозападу се граничи са Босанском Крајином, на западу са Тропољем, на југу са Херцеговином, на истоку са Сарајевом, а на североистоку са Тузланском регијом. Административно припада Федерацији БиХ и подељена је између Средњобосанског кантона и дела који се налази у Зеничко-Добојском кантону.
Средња Босна је колевка средњовековне српске државице Босне. 
Највећи град је Зеница, а међу важнијим су Травник и Јајце које је годинама било престоница Краљевине Босне.
Карактеристична је по чаршијама које је оснивало босанско племство како би се ојачала рубна подручја тадашње Османлијске царевине (попут Горњег и Доњег Вакуфа, Прусца). 
Средњобосанске чаршије су познате по очувању вишевековне босанске традиције (светилишта, некрополе стећака, народни обичаји, икавски изговор итд.). 
У Фојници се налазе Фојнички грбовник и Ахднама. У близини Прусца се налази Ајватовица, највеће светилиште босанских муслимана.